# Ruth Foster
Ruth Foster (Cincinnati, 29 gennaio 1920 – Del Mar, 12 maggio 2012) è stata un'attrice statunitense, nota per il ruolo di Melinda Foster nella serie televisiva La casa nella prateria.

## Biografia
A 12 anni vinse una gara di ballo ed entrò a far parte di molti gruppi di danza teatrale. Nei primi anni 30 viaggiò con compagnie di danza lavorando nel genere vaudeville. 
Dopo diversi anni come ballerina, la Foster diventò attrice. Iniziò a recitare in alcune puntate di diverse serie televisive, come Four Star Revue (1952) e Spike Jones Show (1954), ma il suo primo ruolo ricorrente fu quello di Miss Fleming nel medical drama Ben Casey, dal 1962 al 1964.
Nel 1966 recitò nella serie TV Dimension 5 e nel film di fantascienza Cyborg 2087 (1966). Tre anni dopo apparve in un episodio di Bonanza (1969) e in uno di Medical Center nel 1971.
Divenne poi famosa nella serie televisiva La casa nella prateria, dove interpretò, per 61 episodi, il ruolo di Melinda Foster, proprietaria dell'Ufficio Postale a Walnut Grove. Prima, però, interpretò il ruolo di Ruby, una zia di Laura Ingalls Wilder, nell'episodio pilota della serie. Interpreterà di nuovo il ruolo della signora Foster in due dei tre film girati a conclusione della serie.
Recitò per l'ultima volta nel 1989 in un episodio di Autostop per il cielo, serie televisiva con Michael Landon e Victor French.
Morì a Del Mar, in California, il 12 maggio 2012, per cause naturali. Al suo funerale, parteciparono molti attori de La casa nella prateria, come Melissa Gilbert e Karen Grassle.

## Vita privata
Ruth Foster si sposò nel 1939 con l'attore Bobby Pinkus.